# Dipterygonotus balteatus
Dipterygonotus balteatus är en fiskart som först beskrevs av Valenciennes, 1830.  Dipterygonotus balteatus ingår i släktet Dipterygonotus och familjen Caesionidae. Inga underarter finns listade i Catalogue of Life.